# 브란덴부르크 문
브란덴부르크 문(독일어: Brandenburger Tor)은 18세기에 베를린에 지어진 초기 고전주의 양식 개선문이다. 프로이센 왕국의 제4대 국왕인 프리드리히 빌헬름 2세가 바타비아 공화국과의 전쟁 이후 피폐해진 베를린을 복구할 때 함께 1788년부터 1791년까지 지었고 건축가는 칼 고트하르트 랑한스(de)이며 아테네의 아크로폴리스를 참고했다.
브란덴부르크 문은 서부 베를린 중심에 있다. 브란덴부르크 문에서는 역사적인 사건이 많이 일어났으며 지금은 단순히 독일만의 상징이 아니라 유럽 전체의 통합과 번영을 상징하는 건축물로 떠오르고 있다.

## 역사

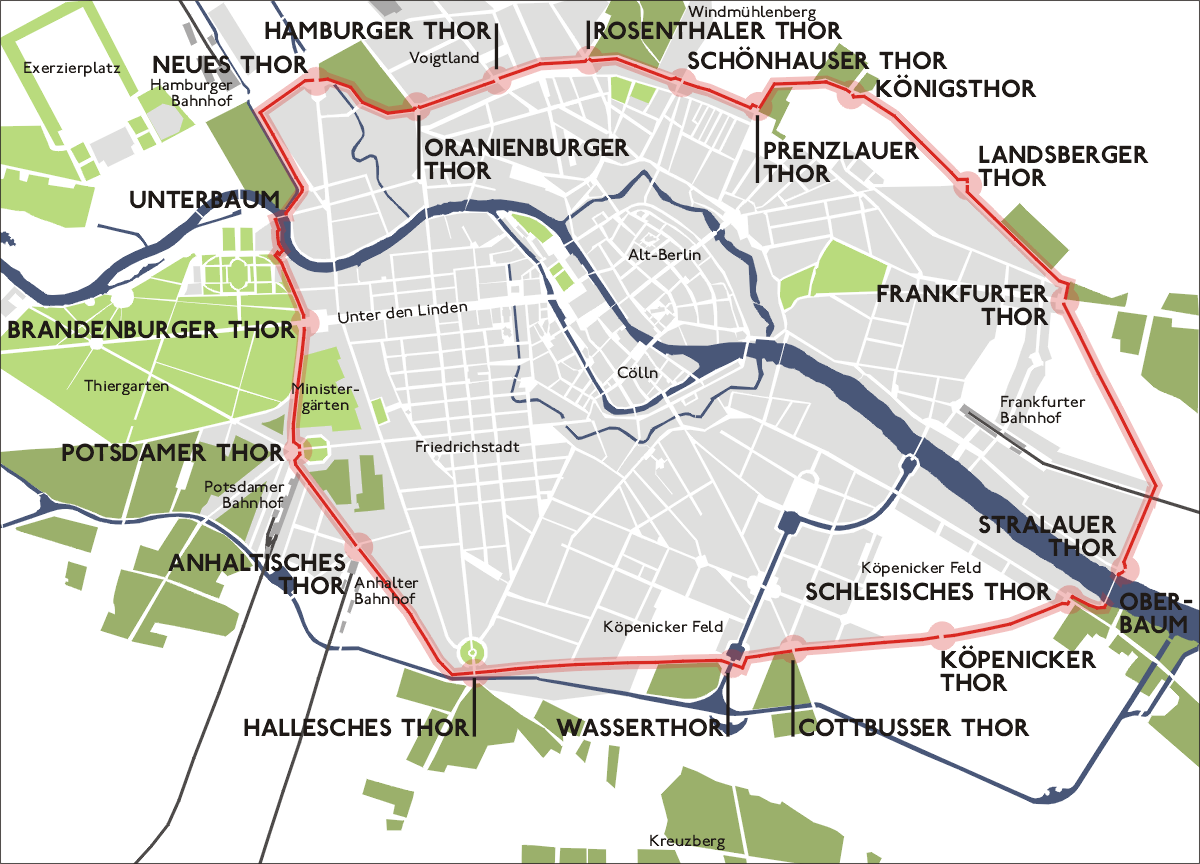
베를린 관세벽과 이를 둘러싼 18개의 문이 그려져있는 지도. 좌측 상단에 브란덴부르크문(BRANDENBURGER THOR)이 있다.

### 첫 건물
30년 전쟁이 끝나고 얼마 되지 않은 브란덴부르크 변경백국에서 베를린은 별 모양의 요새로 둘러싸인 작은 요새 도시였을 뿐이었다. 하지만 1701년에 프리드리히 1세 치하의 브란덴부르크 변경백국이 프로이센 왕국으로 승격된 뒤 베를린은 종교적 관용 정책, 상대적으로 평화로운 국정 운영, 그리고 한 국가의 수도라는 이점을 적극적으로 활용하여 거대한 대도시로 떠올랐다.
브란덴부르크 문은 초기 베를린 요새의 성벽의 일부가 아니었다. 1730년대에 프리드리히 빌헬름 1세는 더 커진 베를린 시가지를 효과적으로 관리하기 위해 베를린 요새 성벽을 허물었다. 그리고 이를 대체하기 위해 베를린 전체를 둘러싸는 베를린 관세벽(Berliner Zollmauer)을 새롭게 쌓았는데, 이 때 베를린 관세벽에 있는 18개의 성문들 중 하나로써 지어졌다.

### 신고전주의 양식으로 개축되다

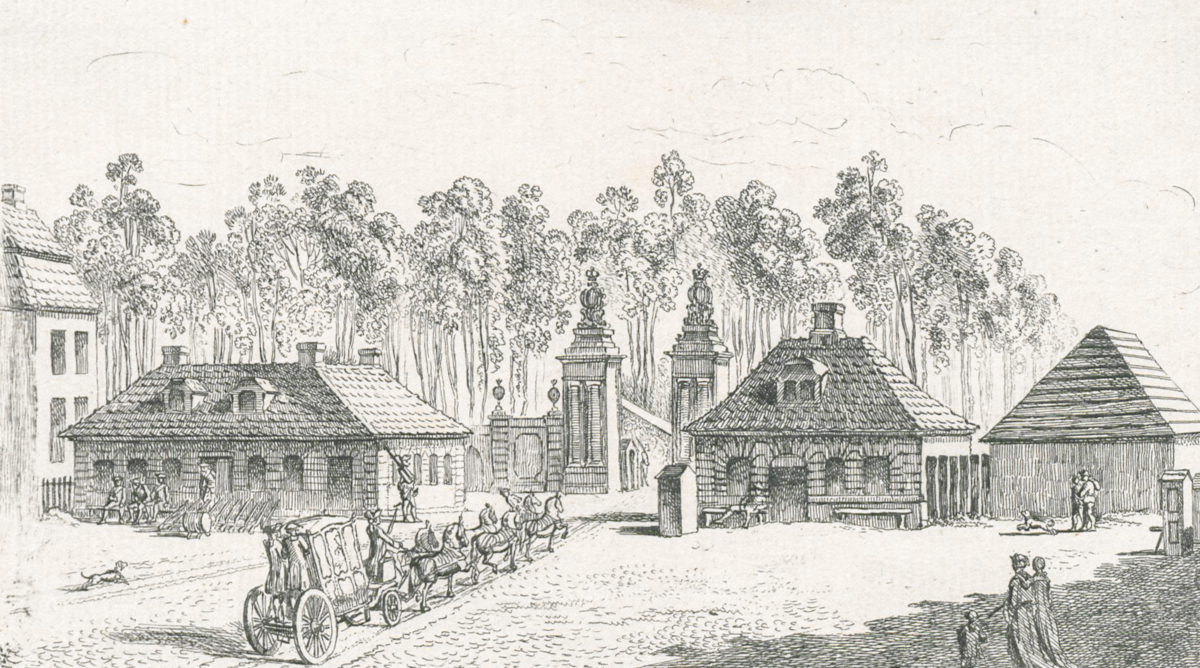
현대의 신고전주의 건축양식을 띄기 전인 1764년의 브란덴부르크 문.

프로이센의 번영을 과시하고 베를린의 새 랜드마크를 짓고 싶어하던 프리드리히 빌헬름 2세는 이 문을 짓고 평화를 뜻하는 문이라고 하여 Friendenstor, 즉 '평화의 문'이라고 불렸다. 카를 고트하르트 랑한스(Carl Gotthard Langhans)가 이 문의 설계를 담당했으며, 이 관문이 원래 이 자리에 서있던 옛 관문을 대체하고 새로운 베를린의 관문으로 떠오르게 되었다. 이 관문은 양쪽에 6개씩 도리스식 기둥들이 5개의 통로를 만드는 디자인이었으며, 시민들은 맨 양 옆 끝에 있는 2개의 문만 사용할 수 있었다. 또한 그 위에는 평화를 상징하는 그리스 여신 에이레네와 그녀를 이끄는 4두 마차가 조각됐다.

### 19세기, 20세기
브란덴부르크 문은 독일 정치사에서 수없이 중요한 역할들을 담당하였다. 1806년에 프로이센이 예나-아우어슈테트 전투에서 나폴레옹에게 대패한 이후, 나폴레옹은 이 문으로 개선식을 함으로써 처음으로 이 문으로 개선식을 거행한 인물이 되었다. 그는 개선식 직후 관문 위에 있는 사두마차 상을 프랑스 파리로 옮겨갔다.
나폴레옹이 1814년에 대패한 이후, 그리고 프로이센이 에른스트 하인리히 아돌프 폰 부펠 장군의 지휘 하에 다시 파리를 점령한 이후 파리에 점령되어 있던 사두마차 상은 다시 베를린으로 되돌아왔고, 이후 돌아온 사두마차 상의 여신은 더 이상 '평화의 여신'이 아니라 '승리의 여신', 즉 빅토리아로 바뀌었다. 또한 그녀와 함께 프러시아의 상징인 독수리와 참나무 잎으로 둘러싸인 월계관도 이때 함께 새롭게 추가되었다. 이후 브란덴부르크 문은 독일의 승리의 상징으로 떠올랐고, 중요한 행사 때마다 반드시 등장하는 명소가 되었다.
사두마차상은 동쪽을 바라보는 방향으로 얹어졌고, 맨 중앙 문은 오직 왕실 일원들만 사용할 수 있었다. 이는 1814년에서 1919년까지 지속된 방침으로, 1차 세계대전 직후 왕실이 망할 때까지 계속되었다. 다만 독일 의회의 신임장을 받으러 가는 외국 사절들, 그리고 부펠 장군의 후손들은 특별히 가운데 문을 사용할 수 있었다고 한다.
나치가 권력을 잡은 직후, 그들은 브란덴부르크 문을 당 홍보에 집중적으로 사용하게 된다. 브란덴부르크 문은 제 2차 세계대전의 참화를 겨우 피해 파괴되는 것만은 면했으나, 전투 도중 포탄과 총알들이 기둥 군데군데 박히는 등 큰 피해를 입었다. 또한 사두마차 상의 4개 말 조각상들 중 1개를 제외한 3개의 말 머리 상이 날아가기도 하였다. 현재 이 말머리 상은 박물관에 전시되어 있다.

### 냉전 시기
나치 독일의 항복 이후 얼마 지나지 않아 몰아닥친 냉전 시기에 브란덴부르크 문은 서베를린 당국과 동베를린 당국이 함께 1957년부터 1958년까지 복구하였다. 이 때 기둥에 뚫린 총탄 자국들이 어느정도 복구되었으나, 이 자국들은 최근까지도 볼 수 있었다. 독일 시민들은 베를린 장벽이 세워지기 직전까지 이 문을 통하여 자유로이 왔다갔다 할 수 있었다. 다만 베를린 장벽이 세워진 이후, 모든 출입은 금지되었다. 이 조치는 독일의 재통일이 일어난 1989년 12월 22일까지 계속되었다.

### 현대

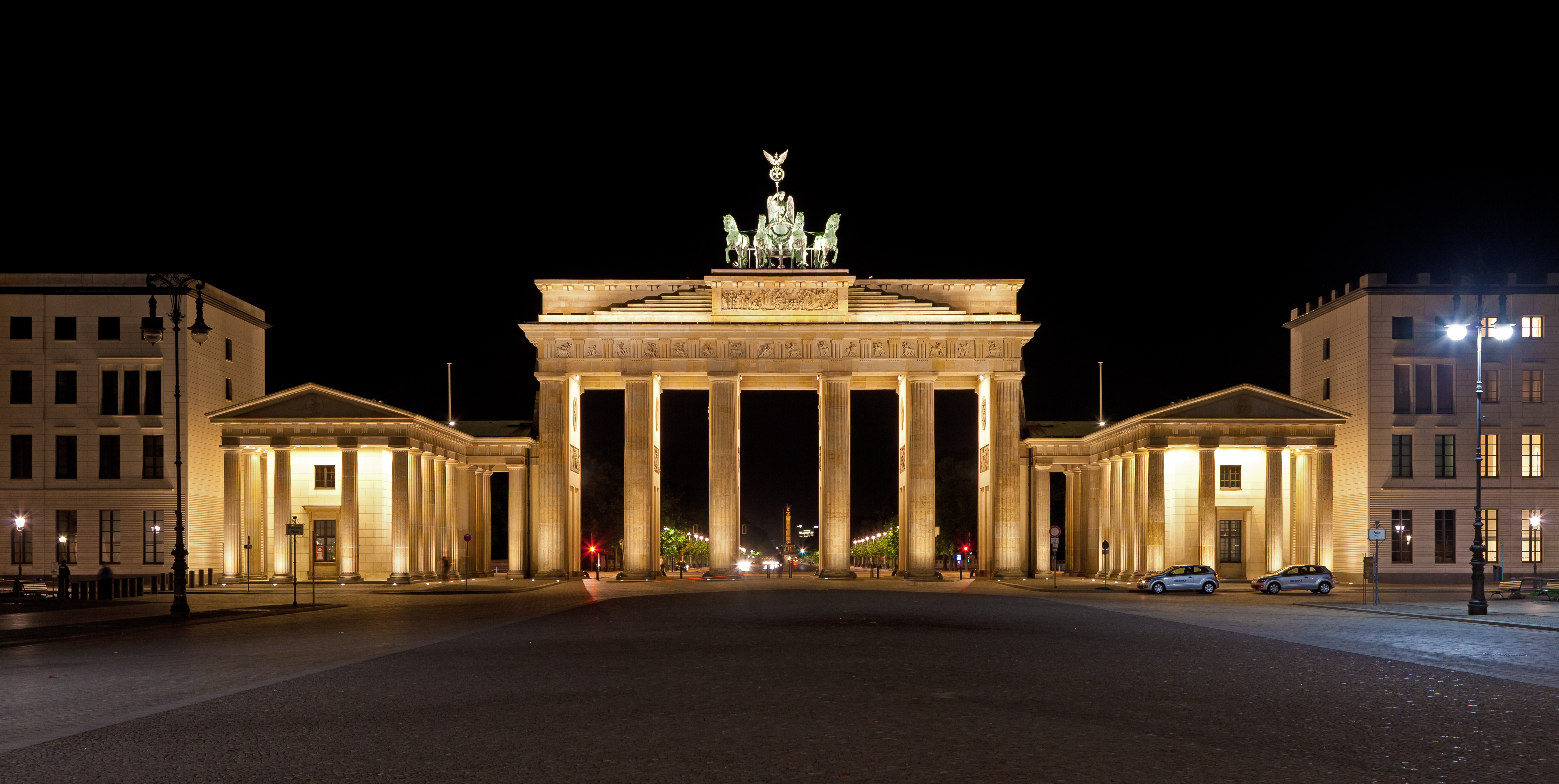
브란덴부르크 문

1989년에 베를린 장벽이 철거되고 동독이 무너지자 브란덴부르크 문은 자유와 평화를 상징하는 문으로 떠올랐다. 1989년 11월 9일에 베를린 장벽 정책의 붕괴를 축하하기 위해 수천 명이 이 문 앞에 모였고 1989년 12월 22일에는 헬무트 콜 총리가 다시 완전히 열었다. 헬무트 콜 총리는 한스 모드로우 동독 수상과 만나 완전한 통합을 선언하였다. 같은 해에 장벽 나머지 부분도 대부분 철거되었다.
1990년대에 사두마차상은 복원작업을 위해 동독 당국이 임시로 옮겼다. 독일은 1990년 10월에 완전히 공식적으로 재통합되었다. 브란덴부르크 문은 한 사람에 의하여 2000년 12월 21일에 6백만 유로를 들여 다시 재복원 작업에 들어갔다. 이후 브란덴부르크 문 앞 광장은 대부분 자갈로 덮여 포장되었고 이 곳에서 수백만 명이 모여 대규모 행사를 할 수 있도록 하였다. 2009년 베를린 세계육상선수권대회에서는 이곳을 출발점과 결승점으로 사용했고 2014년 브라질 월드컵에서는 독일 축구 국가 대표팀이 이곳에서 기념식을 열었다.

## 사진

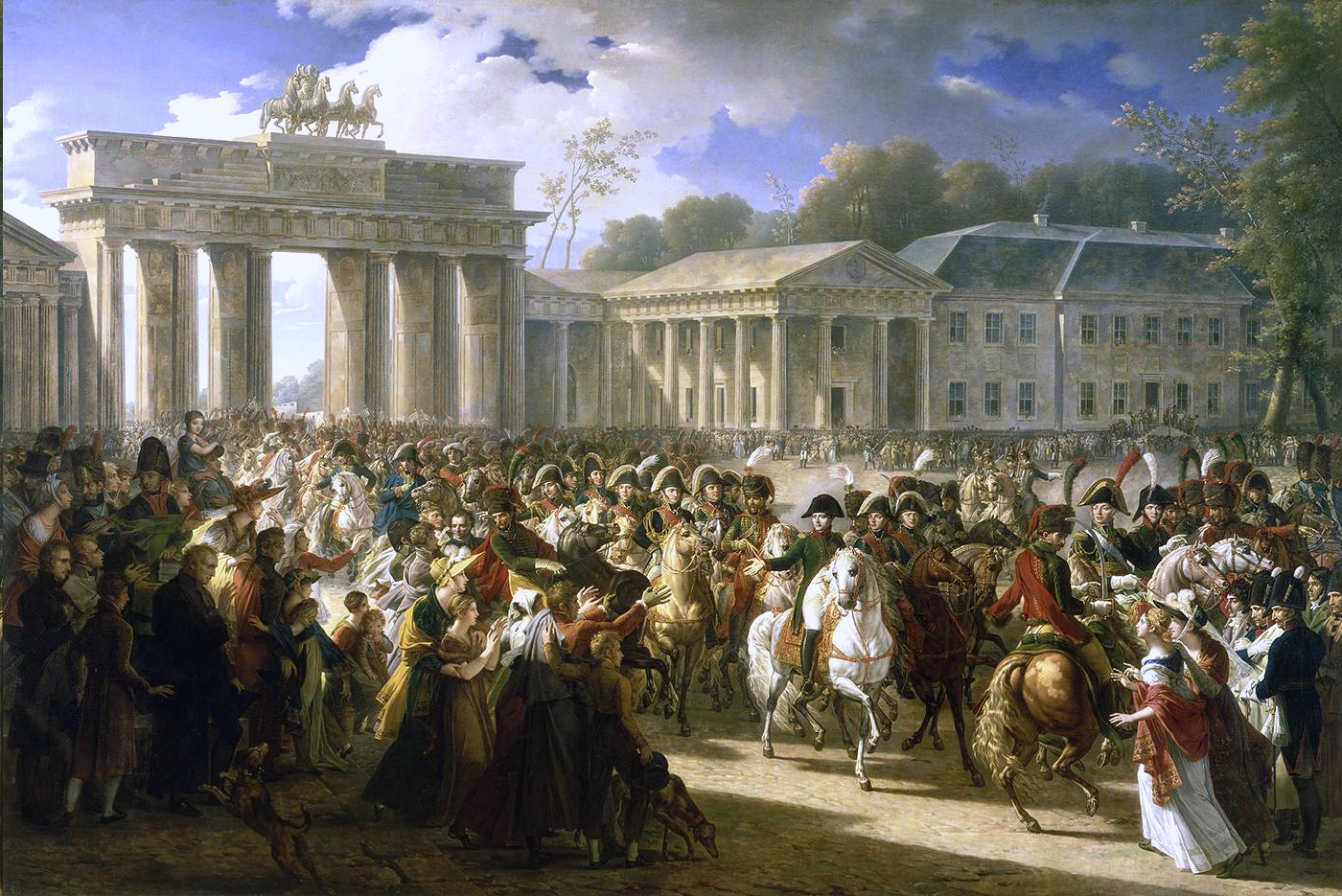
나폴레옹 보나파르트가 베를린에 입성하는 장면을 그린 그림. 왼쪽 배경으로 브란덴부르크 문이 보인다.
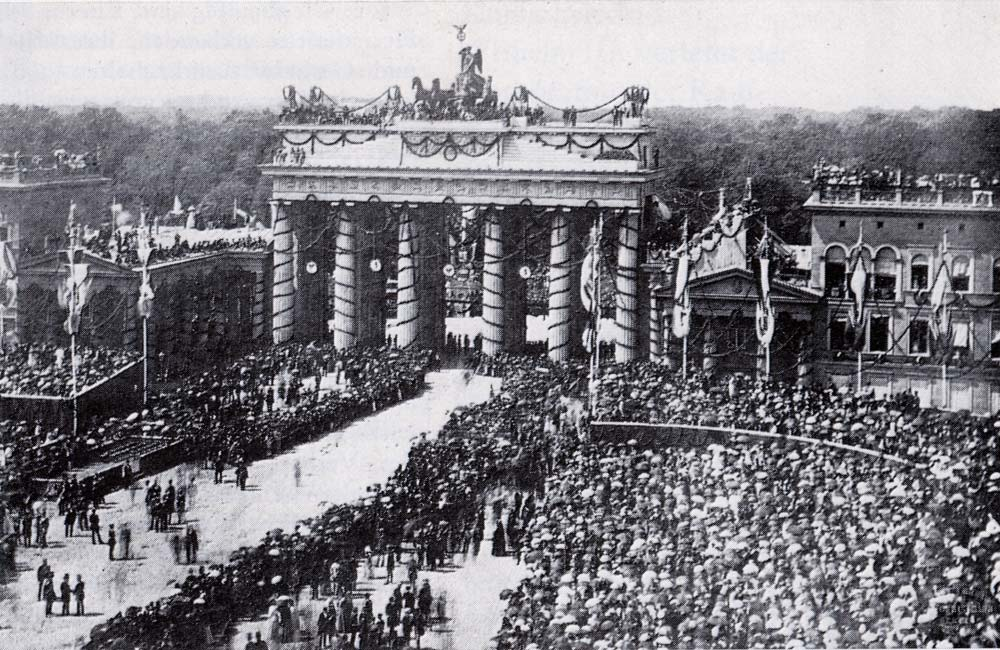
1871년 프로이센-프랑스 전쟁 후 개선행진을 벌이는 프로이센 군대
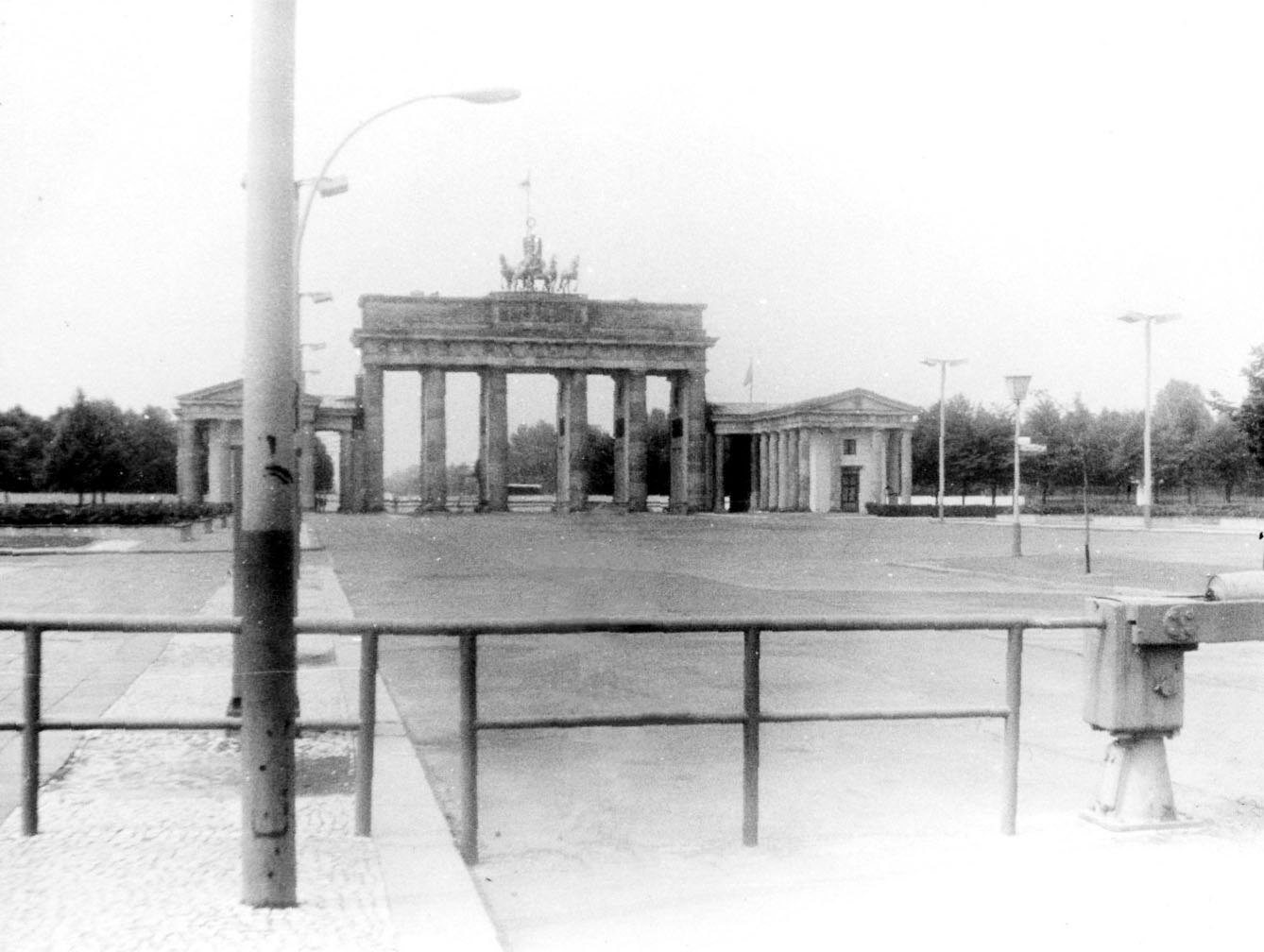
1982년, 동베를린에서 바라본 브란덴부르크 문

## 같이 보기
- 이 장벽을 허무시오 (Tear down this wall!)